# Liste der Monuments historiques in La Celle-Saint-Cloud
Die Liste der Monuments historiques in La Celle-Saint-Cloud führt die Monuments historiques in der französischen Gemeinde La Celle-Saint-Cloud auf.

## Liste der Bauwerke
| Bezeichnung        | Beschreibung                  | Standort | Kennzeichnung | Schutzstatus   | Datum | Bild           |
| ------------------ | ----------------------------- | -------- | ------------- | -------------- | ----- | -------------- |
| Schloss La Celle   | Erbaut im 17./18. Jahrhundert | (Lage)   | PA00087393    | Classé Inscrit | 1978  | weitere Bilder |
| Pavillon du Butard | Erbaut 1750/51                | (Lage)   | PA00087394    | Classé         | 1927  | weitere Bilder |

## Liste der Objekte

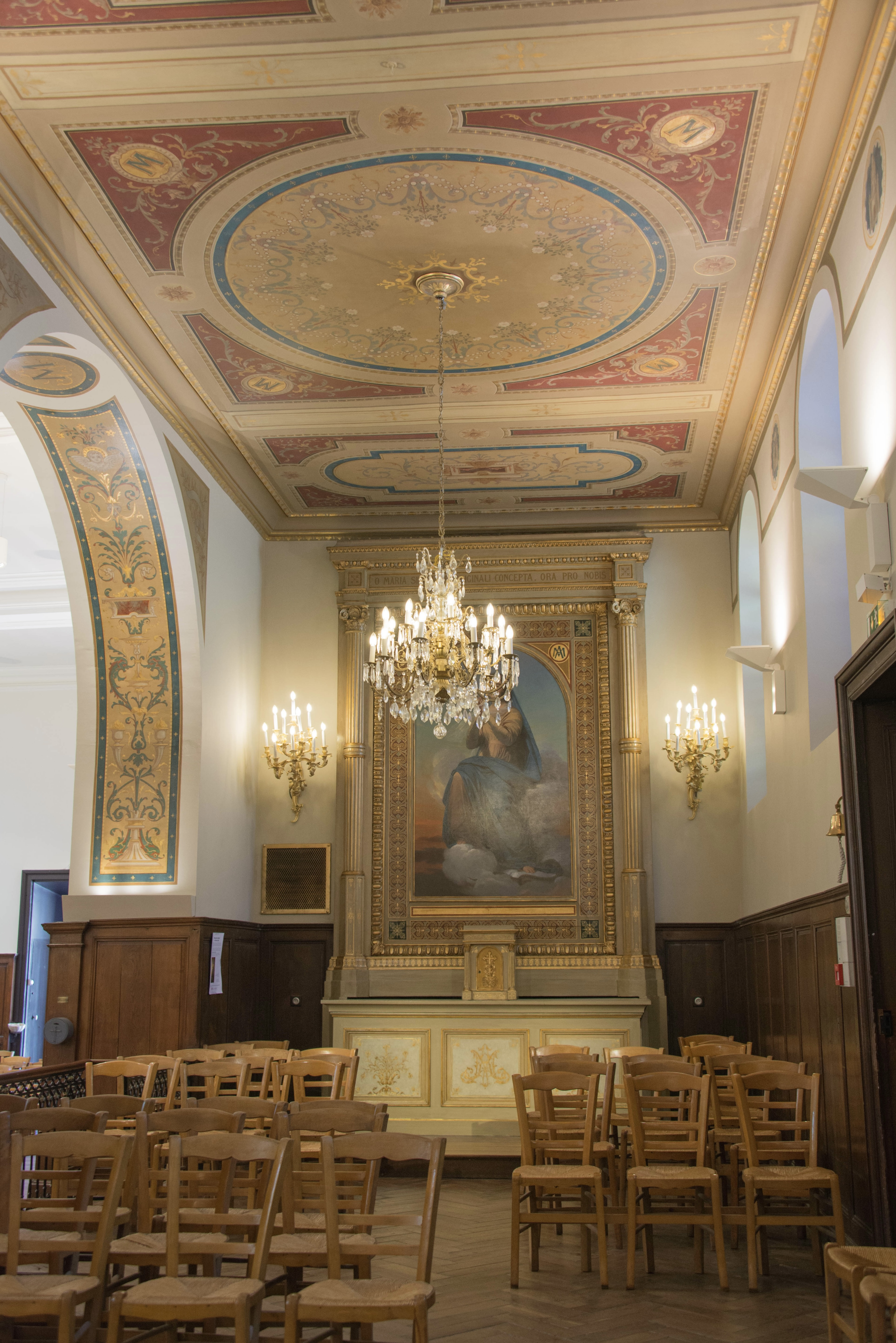
Innenansicht mit Marienbildnis in der Kirche St-Pierre-St-Paul

- Monuments historiques (Objekte) in La Celle-Saint-Cloud in der Base Palissy des französischen Kultusministeriums